# عبد اللطيف بن دهيش
عبد اللطيف بن دهيش مؤرخ سعودي متخصص في التاريخ الحديث، صدر له العديد من المؤلفات من بينها كتاب (المكتبات في مكة المكرمة نشأتها وتطورها عبر العصور)، وكتاب (عمارة المسجد الحرام والمسجد النبوي دراسة تاريخية حضرية).

## التعليم
- حصل على درجة البكالوريوس في التاريخ من جامعة الملك سعود.
- حصل على درجة الماجستير في التاريخ الحديث من جامعة ليدز في بريطانيا.
- حصل على درجة الدكتوراه في التاريخ الحديث من جامعة ليدز في بريطانيا عام 1394هـ (1974م).[4]

## العمل
- عمل رئيساً لقسم التاريخ والحضارة الإسلامية من عام 1395هـ إلى عام 1396هـ.
- عمل وكيلاً لعمادة شؤون المكتبات في جامعة أم القرى بمكة المكرمة عام 1396هـ.
- عمل عميداً لعمادة شؤون المكتبات في جامعة أم القرى عام 1397هـ لمدة ثلاث سنوات.[5]

## إصدارات
- (منهج البحث التاريخي).
- (العلاقات الإسلامية الأوروبية في القرن العاشر الهجري)
- (تاريخ بناء الكعبة البيت الحرام).
- (المكتبات في مكة المكرمة نشأتها وتطورها عبر العصور).[2]
- (سيرة الملك عبد العزيز وملحمة التوحيد).
- (تاريخ عمارة المسجد الحرام والمسجد النبوي دراسة تاريخية حضارية). صدر عن دارة الملك عبد العزيز بمناسبة مرور مائة عام على تأسيس المملكة العربية السعودية.[3]
- (المكتبات الخاصة في مكة المكرمة).
- (قيام الدولة العثمانية).[6]
- (محمد طاهر كردي- حياته ومؤلفاته).
- (الكتاتيب في الحرمين الشريفين وما حولهما).
- (التعليم الحكومي المنظم في عهد الملك عبد العزيز نشأته وتطوره).
- (الحياة السياسية والعلمية في الدولة العثمانية خلال الفترة 1850- 1925).